# Aigiale
Aigiale (altgriechisch Αἰγιάλη Aigiálē) oder Aigialeia (Αἰγιάλεια Aigiáleia) ist in der griechischen Mythologie die Gattin des Diomedes, des Königs von Argos. 
Sie ist die Tochter des Adrastos oder dessen Sohnes Aigialeus. Während Diomedes im Trojanischen Krieg kämpfte, wartete Aigiale zunächst sehnsüchtig auf seine Rückkehr. Da die Göttin Aphrodite vor Troja von Diomedes verwundet worden war, zürnte sie ihm und verblendete seine Gattin Aigiale, sodass sie ihm mit mehreren Männern untreu wurde. Nach der Rückkehr von Troja stellte Aigiale ihm mit ihrem letzten Geliebten Kometes nach, sodass Diomedes erst an den Altar der Hera und später nach Hesperien fliehen musste. Dort erkannte er, dass Aphrodite Rache an ihm genommen hatte.
Nach Dictys Cretensis hat Oiax die Aigiale und die Klytaimnestra verbittert, als er ihnen berichtete, ihre Gatten würden aus Troja Frauen mitbringen und diese ihren Gattinnen vorziehen. Bei Tzetzes ist nicht Oiax, sondern dessen Vater Palamedes Überbringer dieser Nachricht.

## Nachweise
1. ↑  Homer Ilias 5,412
2. ↑  Scholion zur Bibliotheke des Apollodor 1,8,6
3. ↑  Lykophron 610 f.
4. ↑  Scholion zu Ovid Metamorphosen 14,457
5. ↑  Dictys Cretensis 6,2